# Rhaphotittha rhodesiana
Rhaphotittha rhodesiana är en insektsart som först beskrevs av Boris Petrovich Uvarov 1953.  Rhaphotittha rhodesiana ingår i släktet Rhaphotittha och familjen gräshoppor. Inga underarter finns listade i Catalogue of Life.